# Kocięcin-Brodowy
Kocięcin-Brodowy (prononciation : [kɔˈt͡ɕent͡ɕin brɔˈdɔvɨ]) est un village polonais de la gmina de Płońsk dans le powiat de Płońsk de la voïvodie de Mazovie dans le centre-est de la Pologne.
Il se situe à environ 10 kilomètres au nord-est de Raciąż (siège de la gmina), 28 kilomètres au nord-ouest de Płońsk (siège du powiat) et à 89 kilomètres au nord-ouest de Varsovie (capitale de la Pologne).

## Histoire
De 1975 à 1998, le village appartenait administrativement à la voïvodie de Ciechanów.